# Komorczyn
Komorczyn (deutsch Kummerzin) ist ein Dorf im Nordwesten der polnischen Woiwodschaft Pommern und gehört zur Stadt-und-Land-Gemeinde Kobylnica (Kublitz) im Powiat Słupski (Stolp).

## Geographische Lage
Das kleine Bauerndorf Komorczyn liegt fünfzehn Kilometer östlich von Sławno (Schlawe) und ist auf einer Nebenstraße erreichbar, die in Sycewice (stacja kolejowa) (Zitzewitz-Bahnhof) von der Landesstraße 6 (frühere deutsche Reichsstraße 2, heute auch Europastraße 28) Danzig–Stettin in südliche Richtung abzweigt. Über den Zitzewitzer Bahnhof ist Komorczyn mit der Staatsbahnstrecke 202 Danzig – Stargard verbunden.
Nachbarorte von Komorczyn sind: Noskowo (Notzkow) im Westen, Sycewice im Norden, Dobrzęcino (Dubberzin) im Osten sowie Kczewo (Egsow) und Żabno (Segenberg) im Süden.
Die flachwellige Landschaft liegt zwischen 45 und 58 Metern über NN.

## Ortsname
Eine sprachliche Verwandtschaft des Namens Kummerzin/Komoczyn mit Kummerow/Komorowo wird man annehmen dürfen. Möglicherweise stammen die Ortsbezeichnungen vom slawischen Wort „Komornik“ = „Einlieger, Kleinpächter“ („Komorne“ = „Miete, Pacht“), was gut zur Geschichte des Dorfes passen würde.

## Geschichte

### Allgemeine
Über Komorczyn liegen nur wenige historische Nachrichten vor. Es war ein zum Gust Egsow (Kczewo) gehörendes Bauerndorf und ein von Kleistsches Lehen. 1549 löste die Familie von Kleist die Verpfändungen an die Familie von Below ein. 1655/1656 werden Döring Jacob von Krockow bzw. Joachim Heinrich von Krockow und Christian von Kleist als Lehnsinhaber genannt. Nach einem Konkurs der Besitzungen des Hofrats Joachim Magnus von Kleist kaufte Heinrich Albert von Blumenthal 1734 die von Kleistschen Lehensanteile. 1773 kam ganz Kummerzin in das Eigentum von Joachim Reinhold von Krockow. Er hatte damals neun Bauern und einen Schulmeister.
Im Jahre 1818 lebten in Kummerzin 85 Einwohner. Ihre Zahl stieg bis 1895 auf 230 und sank dann bis 1939 ab auf 168.
Bis 1945 war Kummerzin ein Ort im Landkreis Schlawe i. Pom. im Regierungsbezirk Köslin der preußischen Provinz Pommern. Es gehörte zum Amtsbezirk Besow (Bzowo), auch zum Standesamt Besow, und zum Amtsgerichtsbereich Schlawe. 
Am 8. März 1945 besetzte die Rote Armee das Dorf. Die Bevölkerung hatte Arbeitsdienst auf den Nachbargütern zu leisten. Allmählich übernahmen die Polen die Verwaltung des Ortes, und am 2. Weihnachtstag 1946 wurde die deutsche Bevölkerung nach Erfurt in Thüringen evakuiert. Kummerzin wurde Komorczyn genannt und ist heute ein Teil der Gmina Kobylnica im Powiat Słupski der Woiwodschaft Pommern (bis 1998 Woiwodschaft Słupsk).

### Ortsgliederung bis 1945
Zur Gemeinde Kummerzin gehörten vor 1945 zwei Wohnplätze:
1. Fichtkaten (polnisch: Głuszyn), Bauernhof, 1 Kilometer nordöstlich von Kummerzin in einem Waldgebiet
2. Ranzinkaten (früher Ranziner Kathen, heute Rącyn), Bauernhof, 15, Kilometer nordwestlich des Dorfes im Wiesengrund, zwei Gehöfte, je 50 Hektar, kamen aus von Blumenthalschem Erbe an die Besitzer des Gutes Egsow (Kczewo).

## Kirche
Vor 1945 war die Bevölkerung von Kummerzin fast ausnahmslos evangelischer Konfession. Das Dorf war in das Kirchspiel Groß Schlönwitz (Słonowice) eingepfarrt, das zum Kirchenkreis Schlawe der Kirchenprovinz Pommern der Kirche der Altpreußischen Union gehörte.
Seit 1945 ist die Einwohnerschaft von Komorczyn überwiegend katholisch. Das Dorf ist weiterhin kirchlich mit Słonowice verbunden, zu dessen – jetzt römisch-katholischer – Pfarrei es gehört. Sie ist dem Dekanat Sławno (Schlawe) im Bistum Köslin-Kolberg der Katholischen Kirche in Polen zugeordnet. Evangelische Kirchenglieder sind in das Kirchspiel Słupsk (Stolp) in der Diözese Pommern-Großpolen der Evangelisch-Augsburgischen Kirche in Polen integriert.

## Schule
Vor 1945 hatte Kummerzin eine einklassige Volksschule, deren Schulhaus mit Lehrerwohnung mitten im Dorfe stand.